# Ху Цзя
Ху Цзя (кит. 胡佳, пиньинь Hú Jiā; родился 25 июля 1973 года в Пекине, КНР) — китайский общественный деятель, активист и диссидент. Среди сфер его деятельности важнейшими являются движение за демократию, охрана окружающей среды и права ВИЧ-инфицированных людей.

## Биография
Ху Цзя начал заниматься правозащитной деятельностью с 2001 года: он отстаивал права людей, живущих с ВИЧ. Им были созданы институт, который занимался медицинским просвещением, чтобы остановить эпидемию СПИДа в Китае, и организация «Источник любви», помогающая детям из семей, в которых есть люди, живущие с ВИЧ. Во время опросов людей, живущих с ВИЧ, которые он проводил среди жителей деревень, полиция неоднократно его арестовывает и избивает. 
Позже Ху Цзя начинает наблюдать не только за положением людей, живущих с ВИЧ, но и за общей ситуацией в области соблюдения прав человека в Китае; он критикует правительство за незаконные аресты правозащитников. В 2007 году, находясь в Китае, с помощью интернета принял участие в состоявшейся в Брюсселе конференции Европейского парламента, на которой рассматривалось положение дел с правами человека в Китае накануне Летних Олимпийских игр 2008 в Пекине, на которой говорит, что китайское правительство не выполняет своё обещание улучшить ситуацию относительно соблюдения прав человека в преддверии Олимпиады.
Его жена Цзэн Цзиньянь (кит. 曾金燕) —  писательница, учёная, правозащитница, режиссёр документального кино, блогер. В 2005-2007 годах вела кулинарное шоу на канале Luoyang 1.[значимость факта?]
С 17 июля 2006 года Ху Цзя оставался де-факто под домашним арестом в своей квартире в Пекине.
В декабре 2007 года Ху Цзя был арестован. В апреле 2008-го — приговорён к 3 годам и шести месяцам тюремного заключения по обвинению в подстрекательстве к свержению государственной власти. Ху Цзя вышел из тюрьмы в июне 2011 года.

## Документальное кино
Ху Цзя вместе с Цзэн Цзиньянь являются авторами и героями фильма «Узники свободного города» (англ. Prisoners in Freedom City, кит. 自由城的囚徒) — это история их жизни под домашним, «мягким арестом» (кит. 软禁). Лица, подвергшиеся «мягкому аресту», охраняются полицией, размещённой в их домах; и хотя отдельным лицам может быть разрешено покидать свои дома во время такого ареста, полиция пристально следит за ними, сопровождает или просит совершать прогулку в полицейской машине, часто запрещает общаться с другими людьми.

## Награды
- 21 апреля 2008 года городской совет Парижа удостоил Ху Цзя звания почетного гражданина этого города[12].

- 23 октября 2008 года Европейский парламент наградил его Премией имени Сахарова[13].